# Alphonse Labussière
Pour les articles homonymes, voir Labussière.
Alphonse Labussière, né le 1er février 1845 à Chantelle (Allier) et mort le 14 avril 1924 à Chantelle, est un homme politique français.

## Biographie
Alphonse René Claude Antoine Labussière appartient à une famille de la bourgeoisie de Chantelle. Il est le fils de Marc Antoine Labussière, propriétaire à Chantelle, et de Marie Catherine Meilheurat, nièce des députés de l'Allier Pierre Antoine Meilheurat et Barthélemy Meilheurat.
Docteur en droit, il est avocat au barreau de Clermont-Ferrand de 1873 à 1879, puis procureur à Clermont-Ferrand. Il est député de l'Allier de 1881 à 1893, inscrit au groupe de l'Union républicaine. Battu en 1893 et 1898, il s'inscrit au barreau de Paris, tout en conservant sa mairie de Chantelle.